# Minas (Cuba)
Minas es un municipio de Camagüey, Cuba, donde fue realizada la Reunión de Las Minas. Cuenta con un estimado de 37.078 habitantes, repartidos en las diferentes localidades. 
El municipio de Minas tiene entre sus atractivos una fábrica de instrumentos musicales con una tradición en la construcción de guitarras y violines. 
Más Información en La Emisora de Radio La Voz del Bayatabo